# Personnages de Mobile Suit Gundam

Mobile Suit Gundam (機動戦士ガンダム, Kidō Senshi Gundamu) est un anime japonais de 43 épisodes datant de 1979. C’est la première série de la fameuse franchise Gundam. Cette page liste les personnages de la série selon leur nation : la Fédération terrienne ou le duché de Zeon.

## Fédération terrienne

### Amuro Ray
Amuro Ray (アムロ・レイ, Amuro Rei) est le personnage principal de la série Mobile Suit Gundam, ainsi que plus tard du film Mobile Suit Gundam : Char contre-attaque. Il apparaît aussi dans Mobile Suit Zeta Gundam. Au début de la série, c’est un adolescent passionné de technologie (un nerd) qui se retrouve par hasard aux commandes du Gundam, un prototype de Mobile Suit très puissant, lors d’une attaque de Char Aznable sur sa colonie spatiale. Il rejoint par la suite les forces de la Fédération sur le White Base et deviendra un pilote hors pair grâce à ses talents de newtype. Toute la série est donc principalement centrée sur ce personnage, notamment sa rivalité avec Char Aznable.

### Bright Noa
Bright Noa (ブライト・ノア, Buraito Noa) est au début de la série un simple aspirant officier originaire de la Terre. Il deviendra par la suite un éminent commandant et dirigera plusieurs unités à travers la franchise Gundam.

#### Histoire
Dans Mobile Suit Gundam, il est l’officier responsable du vaisseau nommé White Base. Il obtient ce poste après l’attaque de Char Aznable sur la colonie spatiale Side 7, où tous ses supérieurs sont grièvement blessés. Par la suite, le vaisseau semble attirer les foudres de Zeon, ce que les dirigeants de la Fédération terrienne remarquent rapidement : ils le placent à la tête de toutes les opérations militaires de la guerre d’indépendance de Zeon (et notamment la bataille finale d’A Boa Qu), faisant de Bright un officier en vue.

#### Le personnage
Bright Noa est un soldat loyal et zélé, aussi bien en temps de paix qu’en temps de guerre. Il prône en effet une stricte observation des règlements et des valeurs militaires, bien qu’il n’hésite pourtant pas à désobéir aux ordres et à prendre ses propres décisions pour le bien du plus grand nombre quand il l’estime nécessaire. On trouve plusieurs exemples de cette ligne de conduite : dans Mobile Suit Gundam, il met Amuro aux fers pour insubordination, puis il déserte dans Zeta Gundam pour rejoindre le groupe rebelle AEUG, ayant perdu foi en la dictature des Titans, et enfin il décide unilatéralement de surveiller Neo Zeon dans Char contre-attaque.
Dans Mobile Suit Gundam, la plupart des membres de son équipage sont des adolescents, ce qui le place parfois dans un rôle paternel. Sur le chapitre militaire, il est considéré comme l’un des commandants de vaisseau les plus expérimentés, préférant toujours les tactiques éprouvées et sûres aux actes de bravoure incertains. De plus, il commande toujours des unités spéciale avec du matériel technologique de pointe et les meilleurs pilotes possible sous ses ordres, comme Amuro Ray, Char Aznable ou Kamille Bidan (tous trois des personnages centraux), même s’il est capable de se battre en personne quand la situation l’exige (notamment au début des séries Mobile Suit Gundam et Mobile Suit Gundam ZZ). Finalement, il est l’un des meilleurs commandants de l’Universal Century, puisqu’il mène ses troupes à la victoire dans quatre conflits majeurs (la guerre d’indépendance de Zeon, le conflit de Gryps et les deux mouvements Neo Zeon).
Bright n’est pas un newtype, mais semble posséder des capacités proches de ces derniers : en effet, il perçoit mentalement un message d’Amuro à la fin de la guerre d’indépendance de Zeon ou ressent en Kamille Bidan des capacités semblables à celles d’Amuro.
Enfin, il se mariera avec une de ses anciennes subordonnées, Mirai Yashima, et aura deux enfants : Cheimin and Hathaway Noa (ce dernier jouera un rôle notable dans le film Mobile Suit Gundam : Char contre-attaque).

### Fraw Bow
Fraw Bow (フラウ・ボゥ, Furau Bō) est l’amie d’enfance et la confidente d’Amuro, ainsi que sa voisine sur Side 7. À la suite de la séparation de ses parents et des absences prolongées de son père, Amuro est souvent seul chez lui et Fraw veille à ce que ce « nerd otaku » mange, dorme et vive dans une hygiène décente. Les deux amis deviennent ensuite membres du White Base, comme beaucoup d’autres civils de Side 7, et Fraw y prend en charge trois enfants de plus (Katz Hawin, Letz Cofan et Kikka Kitamoto). Mais la guerre l’éloigne petit à petit du héros, jusqu’à ce qu’elle décide de rejoindre l’équipe médicale pour se sentir utile. À la fin de la série, elle sert au centre de commandement du White Base en tant qu’officier chargé des communications.

### Hayato Kobayashi
Hayato Kobayashi (ハヤト・コバヤシ) est un des voisins d’Amuro sur la colonie spatiale Side 7. Petit et trapu, il manque cruellement d’assurance et se sent hors de portée d’Amuro et de ses exploits. Après l’attaque sur Side 7, il devient le copilote de Ryu Jose et de son Guntank, mais est surtout motivé par sa rivalité personnelle envers Amuro. Quand Ryu Jose meurt en se sacrifiant pour sauver Amuro, le Guntank est légèrement modifié et Hayato en devient le seul pilote.

### Kai Shiden
Kai Shiden (カイ・シデン) réside au début de la série sur la colonie spatiale Side 7. Après l’attaque de la colonie par Char Aznable, il est évacué comme beaucoup de survivants sur le White Base, où on lui demande de s’enrôler dans l’équipage à cause du cruel manque en homme et en matériel. Il devient donc pilote de Mobile Suit (le Guncannon RX-77-2) jusqu’à la fin du conflit.
Kai est un grand échalas cynique, sarcastique et impatient, ce qui lui attire souvent des remarques acerbes. De plus, c’est un vrai poltron et on le retrouvera souvent caché lors des batailles, commentant de manière désobligeante les faits et gestes des autres pilotes. Quand il est obligé de se battre, il préfère habituellement bombarder l’ennemi à distance avec son Guncannon, bien qu’il ait montré à plusieurs reprises sa capacité à se battre au corps à corps. Il se lasse toutefois rapidement de la guerre et pense sérieusement à déserter. Lors d’une escale sur la Terre (à Belfast), il fait la connaissance d’une jeune fille nommée Miharu Ratokie qui veut se rendre au QG de la Fédération ; il lui promet de l’aider en la faisant monter clandestinement sur le White Base. Bien qu’il soit assez malin pour comprendre qu’elle est probablement une espionne de Zeon, il se sent proche d’elle et finit par nourrir des sentiments à son égard. Las, lors d’une attaque du vaisseau, Miharu meurt accidentellement en tentant désespérément de repousser l’assaut. Cet épisode le déchire, assombrissant son caractère. Il réalise plus tard, après une longue dépression, qu’il lui reste des amis pour lesquels se battre et sa couardise disparaît : cela couplé à son expérience du combat en fera un pilote redouté dans le reste de la saga.

### Mirai Yashima
Mirai Yashima (ミライ・ヤシマ) est l’une des trois newtypes de l’équipage du White Base, avec Amuro et Sayla. Au début de la série, c’est une civile de Side 7 appartenant à une famille puissante et célèbre qui rejoint le vaisseau après l’attaque de Zeon. Comme elle sait piloter des transporteurs spatiaux, elle prend logiquement la barre du White Base. Du côté de sa vie privée, elle est fiancée avec Cameron Bloom, un avocat de Side 6 qu’elle déteste souverainement, car c’est un couard fuyant la guerre par tous les moyens. En revanche, elle se sent attirée par Sleggar Law, mais ce dernier la repoussera, la jugeant trop bien pour lui. Il lui confiera cependant la bague de sa mère juste avant de mourir.
Finalement, c’est avec Bright Noa qu’elle se mariera et aura deux enfants de lui.

### Sayla Mass
Sayla Mass (セイラ・マス, Seira Masu), de son vrai nom Artesia Som Deikun, est la sœur de Char Aznable et une newtype membre de l’équipage du White Base. Elle n’apparaîtra que fort peu dans les séries suivantes (Mobile Suit Zeta Gundam et Mobile Suit Gundam ZZ).

#### Histoire
Artesia Som Deikum, la petite sœur de Casval Rem Deikun (plus tard Char Aznable), est la fille du fondateur du duché de Zeon. À la suite de l’assassinat de leurs parents par le clan Zabi, elle et son frère doivent fuir et trouvent refuge auprès de l’aristocrate Don Teabolo Mass ; c’est lui qui les nommera Sayla et Edward Mass.
Au début de la série, elle est une simple étudiante en médecine sur la colonie spatiale Side 7, avant d’être engagée comme soldat sur le White Base après l’attaque de Zeon, avec pour tâche de prendre soin des réfugiés. Le vaisseau manquant de moyens et d’hommes, elle sert ensuite sous les ordres de Bright Noa en tant que responsable des communications, pour finalement devenir pilote de combat.
Dès son arrivée à bord, elle commence à rassembler en secret toutes les informations possibles sur son frère Char afin de prendre contact avec lui. Plusieurs maladresses éveillent d’ailleurs la méfiance de Bright Noa et, lors d’une entrevue, Sayla lui avoue sa véritable identité. Il montrera toutefois une vive empathie pour elle, percevant toute la solitude et la détresse qu’elle s’efforce d’intérioriser.
Durant la bataille contre Ramba Ral, un commandant de Zeon, elle profite de la confusion pour voler le Gundam, pensant ainsi pouvoir rejoindre Char, mais elle est assaillie par les troupes ennemies et Amuro doit voler à son secours. Pour cela, elle est rappelée à l’ordre par ses supérieurs ; cependant, l’événement a aussi révélé ses talents innés de pilote et Bright et Mirai la promeuvent coéquipière d’Amuro.
Durant la bataille de Solomon, Sayla ressent la présence de son frère et s’interpose entre Char et Amuro, alors en plein duel, au péril de sa vie. Hélas, la confusion qui s’ensuit entraîne la mort de Lalah Sune, une newtype très proche des deux rivaux (elle est touchée par un tir d’Amuro en intervenant pour protéger Char). Ce drame engendre une haine féroce entre les deux personnages, qui atteindra son point culminant lors de la bataille d’A Boa Qu où ils s’affrontent dans un corps à corps sanglant. Sayla s’interpose alors une nouvelle fois dans le duel, quand une série d’explosion les sépare. Elle se retrouve seule avec Char, qui est encore aveuglé par son désir de venger la mort de Lalah. À ce moment cependant, il réalise qu’il a perdu de vue son objectif premier – éliminer la famille Zabi pour l’assassinat de ses parents – et change d’état d’esprit. Il demande à Sayla de rejoindre Amuro et de devenir quelqu’un de bien, avant de partir tuer le dernier membre du clan Zabi, Kycilia. Amuro guide ensuite Sayla par télépathie (grâce à leurs pouvoirs de newtypes) jusqu’au White Base, en sécurité.
On peut noter que la nouvelle de Yoshiyuki Tomino, inspirée de la série, présente une version différente de l’histoire. En effet, Sayla et Amuro y sont explicitement amants et cette dernière ira jusqu’à lui demander de tuer Char, son frère, pour le bien de tous, ce qu’il refuse. Lorsque Amuro meurt durant la bataille finale, il lui envoie un dernier message par télépathie lui assurant son amour pour elle.

#### Autour du personnage
Bien qu’étant un personnage important, Sayla n’apparaîtra plus que sur quelques scènes dans la seconde série, Mobile Suit Zeta Gundam, et sans parler. Cela est dû à l’absence de sa doubleuse (You Inoue) durant la réalisation de la série, partie faire un safari en Afrique. Par conséquent, une histoire d’amour entre Amuro et Beltorchika Irma (un membre de Karaba) sera alors insérée dans l’histoire. Le rôle qui était à l’origine prévu pour Sayla n’est pas clairement connu, même si plusieurs allusions dans les dialogues laissent penser que le scénario se serait rapproché de la nouvelle (où elle a une histoire d’amour passionnée avec Amuro). Ces quelques scènes seront même coupées dans la compilation des films de Zeta Gundam : A New Translation (elle apparaît juste à la toute fin) en 2004, car sa doubleuse décède peu avant d’un cancer de la gorge. Dans Mobile Suit Gundam ZZ, elle figure tout aussi succinctement dans quelques épisodes, et dans Char contre-attaque, elle disparaît totalement (sauf lors d’un flash-back et sur une photographie que Char contemple très souvent).

### Ryu Jose
Ryu Jose (リュウ・ホセイ, Ryū Hosei) est un pilote en formation sur la colonie spatiale Side 7, qu’il protègera durant l’attaque initiale de Zeon. C’est un bonhomme large et trapu dont le caractère jovial et prévenant attire les sympathies ; il tempère d’ailleurs souvent les tensions entre Bright Noa et ses jeunes recrues. Il meurt cependant lors d’une attaque du White Base en se sacrifiant pour sauver Amuro, alors à la merci de Crowley Hamon. Cet événement plonge tout l’équipage dans la cruelle réalité de la guerre, chacun se sentant responsable. Il est plus tard promu lieutenant à titre posthume.

### Général Revil
Le général Revil (レビル将軍) (parfois désigné sous le grade d’amiral) est l’un des principaux commandants des forces spatiales de la Fédération terrienne. Il est souvent mentionné dans la série, mais n’y apparaît que dans la seconde moitié.

#### Personnalité
Contrairement à la plupart des autres chefs d’état-major, Revil est connu pour son courage et est très populaire, car il accompagne toujours ses troupes sur le front (bien que dans un vaisseau lourdement armé) ; il est aussi le supérieur hiérarchique du White Base, mais reste proche de l’équipage grâce à sa prévenance. Dans la série et sur d’autres supports (jeux vidéo...), il montre plusieurs fois des talents de newtype, ce qui en fait l’un des plus vieux personnages à posséder ce type de pouvoir. Certaines œuvres dérivées suggèrent aussi que si Revil avait survécu à la guerre d’indépendance de Zeon, la plupart des conflits suivants (comme le conflit de Gryps dans Mobile Suit Zeta Gundam) auraient pu être évités.
Dans toute la franchise, il est simplement nommé « Général Revil » (レビル将軍, Rebiru-shogun), mais le manga Mobile Suit Gundam : The Origin indique son nom complet : Johann Abraham Revil (nom qui sera peu usité, si ce n’est dans le jeu vidéo SD Gundam G Generation Spirits).

#### Histoire
À l’origine, Revil était lieutenant-général au sein de l’armée de terre de la Fédération, pour finalement occuper le poste de responsable des forces spatiales. Il réalise son principal fait d’armes à la suite de sa capture par les Black Tri-Stars de Zeon lors de la bataille de Loum : peu de temps après en effet, il s’évade avec l’aide d’agents de la Fédération et de sympathisants au sein de Zeon et rejoint Luna II. C’est là qu’il prononce son célèbre discours « Zeon est épuisé », relatant ce qu’il avait vu lors de sa captivité. Ce discours remonte fortement le moral des troupes terriennes et pousse la Fédération à durcir son attitude et à rejeter le premier accord de paix timide proposé par Zeon. Cela mène finalement au traité de l’Antarctique qui interdit la prolifération d’armes de destruction massive, les bombardements spatiaux et les mauvais traitements faits aux prisonniers de guerre.
À dater de ce moment-là, Revil devient un membre clé de l’armée de la Fédération grâce à sa ténacité au combat. Il est par exemple l’un des rares officiers à ne pas abandonner le jeune équipage du White Base quand ce dernier se retrouve piégé sur le territoire même de Zeon, dépêchant sur place une de ses subordonnées, Matilda Ajan, avec le matériel nécessaire à la réparation du vaisseau endommagé. Le White Base deviendra d’ailleurs par la suite le vaisseau le plus célèbre de la guerre d’Un An en contrant toutes les unités d’élite de Zeon qui s’attaqueront à lui, d’autant plus que la Fédération s’en servira au début comme d’un leurre pour masquer la mobilisation de ses forces dans l’espace.
Revil est le principal instigateur de la première contre-offensive majeure de la Fédération (l’opération Odessa), contre-offensive qui change définitivement le cours des événements. Quand un commandant de Zeon, M’Quve, le menace d’utiliser des armes nucléaires contre les forces de la Fédération en approche (en violation du traité de l’Antarctique), Revil l’ignore simplement et presse ses troupes à l’assaut. Il pare bien sûr à la menace en ordonnant au White Base d’intercepter l’ogive nucléaire, et la réussite de cette mission permet la victoire complète de la Fédération.
Vers la fin de la série, alors qu’il prépare la bataille finale d’A Baoa Qu (une forteresse spatiale de Zeon), le général Revil se rend à un rendez-vous avec le souverain ennemi Degwin Sodo Zabi, qui souhaite négocier en secret une reddition de Zeon. Las, alors que les deux personnages préparent cet accord de paix, Gihren Zabi les tue tous deux – ainsi que leur escorte – en ordonnant à ses hommes de détruire le lieu de la rencontre avec le Solar Ray. Après cette perte, ce qu’il reste de la flotte de Revil se rallie derrière le White Base et le Luzar pour un dernier assaut désespéré qui marque la fin de la guerre : la bataille d’A Baoa Qu.

### Matilda Ajan
Matilda Ajan (マチルダ・アジャン, Machiruda Ajan) est un officier du corps Madea, une unité de soutien de la Fédération. Elle sert aussi sous les ordres du général Revil comme messager personnel.
Son habitude de toujours surgir quand le White Base est en danger et de l’aider quelle que soit la situation la fait apparaître comme l’ange gardien du vaisseau. Son charme fait aussi tourner la tête de la plupart des membres masculins du White Base, dont notamment le jeune Amuro Ray. Matilda est cependant déjà fiancée avec le lieutenant Woody Malden, un ingénieur en chef stationnant au QG de la Fédération.
Quand le White Base se retrouve piégé dans l’espace aérien de Zeon près de l’Amérique du Nord, c’est grâce au soutien déterminant de Matilda que les protagonistes peuvent réparer en catastrophe leur vaisseau et s’échapper au-dessus du Pacifique. Plus tard quand les protagonistes arrivent en Asie, elle leur transmet l’ordre de se rendre en Ukraine pour l’opération Odessa, une vaste opération militaire visant à priver Zeon des installations minières présentes sur place. Mais en route, ils sont attaqués par les Black Tri-Stars, des pilotes d’élites du duché ; en voulant protéger le White Base, Matilda lance sa machine droit sur un des ennemis, Ortega, mais ce dernier réplique violemment et la tue en arrachant son cockpit. Matilda Ajan sera officiellement reconnue morte au combat le 6 novembre U.C. 0079. Les membres de l’équipage, dont Amuro, seront tous mortifiés par cet événement.

### Sleggar Law
Sleggar Law est un militaire qui rejoint le White Base lors de l’escale à Jaburo. Bien que dubitatif devant la jeunesse de ses compagnons d’équipage, il en viendra vite à les respecter. Il aura aussi une brève romance avec Mirai Yashima, mais la repousse finalement, jugeant qu’elle mérite mieux. Peu de temps avant sa mort lors de la bataille de Solomon, il lui donne tout de même la bague de sa mère en signe d’affection.

## Duché de Zeon

### Char Aznable
Char Aznable (シャア・アズナブル, Shā Azunaburu) est le principal antagoniste de Mobile Suit Gundam. Il jouera aussi un rôle de premier plan dans Mobile Suit Zeta Gundam et Mobile Suit Gundam : Char contre-attaque. Il est l’un des personnages les plus emblématiques et les plus populaires de la franchise Gundam au Japon.

### Lalah Sune
Lalah Sune (ララァ・スン, Rarā Sun) est une jeune newtype artificielle dont les capacités impressionnantes en font la meilleure élève du professeur Flanagan, ainsi qu’un sujet clé dans la recherche sur les pouvoirs des newtypes. À ces aptitudes s’ajoutent des facultés psychiques hors du commun.
D’une nature plutôt douce, elle est pourtant loyale jusqu’à l’extrême envers Char Aznable, qui a sauvé sa vie en la tirant du bordel indien où elle travaillait depuis la mort de ses parents. Elle est d’ailleurs aspirant sous ses ordres et pilote l’armure mobile MAN-08 Elmeth.
Lalah rencontre Amuro Ray (le personnage principal) pour la première fois sur Side 6, près d’un lac. Ils n’échangent que quelques mots, mais cela suffit pour qu’Amuro soit attiré par les dons de newtype qu’il perçoit chez la jeune fille. Il la revoit quelques instants plus tard lorsqu’il embourbe son véhicule : en effet, Lalah et Char (le grand rival d’Amuro, il s’agit d’ailleurs de la première fois qu’ils se rencontrent face à face) s’arrêtent pour l’aider. Les trois personnages devinent alors immédiatement leurs identités respectives.
D’une manière générale, la rencontre avec Lalah marque profondément Amuro – elle est considérée comme son premier amour. Peu de temps après la prise de Solomon pas la Fédération, Lalah et son Elmeth sont envoyés en essai sur l’ancienne base de Solomon, et elle y démontre ses talents en décimant les soldats terriens. Amuro intervient alors et l’engage avec son Gundam, mais il ressent que son adversaire n’est autre que Lalah. Tous deux découvrent à ce moment-là que leurs âmes sont « reliées » par leurs pouvoirs de newtype, comme une sorte de connexion télépathique. Cependant, Char arrive à ce moment-là et rappelle sévèrement Lalah à l’ordre pour avoir « sympathisé avec l’ennemi », avant d’attaquer le soutien d’Amuro, qui n’est autre que Sayla, sa sœur. Ressentant leur lien de parenté, Lalah lui crie de s’arrêter. Char marque alors un moment d’hésitation, permettant à Amuro de désarmer son Mobile Suit. Alors que ce dernier s’apprête à en finir, Lalah s’interpose pour sauver Char et prend le coup fatal à sa place. Sa mort affecte profondément les deux rivaux qui nourriront dès lors une haine implacable l’un envers l’autre jusqu’au dénouement final dans le film Mobile Suit Gundam : Char contre-attaque.
Bien qu’elle disparaisse donc avant la fin de la guerre d’indépendance de Zeon, l’esprit de Lalah communiquera à plusieurs reprises avec Char ou Amuro, particulièrement dans Char contre-attaque.

### Degwin Sodo Zabi
Degwin Sodo Zabi (デギン・ソド・ザビ, Degin Sodo Zabi) est le dictateur du duché de Zeon ; il a pris le pouvoir en U.C. 0068 après la mort suspecte de Zeon Zum Deikun, l’ancien dirigeant et le père de Char Aznable et Sayla Mass, puis a immédiatement fait assassiner tous les dignitaires et partisans de l’ancien régime pour placer ses enfants aux postes clés.
Il est à l’origine de la guerre d’indépendance de Zeon, mais les luttes fratricides entre ses enfants le lassent peu à peu des batailles. La mort de son fils cadet (son préféré) le plonge dans une dépression et Gihren, son fils ainé, prend alors officieusement le pouvoir. Malgré cela, Degwin ne cache pas son dégout pour les méthodes cruelles de son fils, l’humiliant même en le comparant à Hitler et en se moquant de ses aspirations. Fatigué de la guerre, il projette en secret de négocier la paix avec le général Revil, un haut gradé de la Fédération, mais lors de la rencontre, Gihren s’arrange pour provoquer un accident et tuer son père, s’emparant ainsi officiellement du trône.

### Dozle Zabi
Dozle Zabi (ドズル・ザビ, Dozuru Zabi) est le second fils de Degwin Sodo Zabi (le dictateur de Zeon), ainsi que le commandant des forces spatiales du duché. Son rôle est donc de planifier et coordonner les attaques et les mouvements de la flotte de Zeon. Malgré son apparence féroce au premier abord (avec sa cicatrice au visage), c’est probablement le membre le plus sympathique de la famille Zabi, comme l’illustre son caractère aimable ou la façon dont il prend soin de ses soldats. Marié et père de famille, il entretient aussi d’excellents rapports avec son jeune frère Garma. La mort de ce dernier le poussera cependant à mépriser Char Aznable, qu’il juge responsable, puis sa sœur Kycilia quand elle décide de prendre Char sous son aile (il ne l’a en fait jamais vraiment appréciée).
En tant que commandant, il mène la plupart du temps lui-même ses troupes au combat avec son ami et garde du corps Shin Matsunaga, ce qui lui vaut l’admiration de tous. Ainsi, lorsque sa base située sur l’astéroïde Solomon est attaquée par la Fédération, il tente de gagner du temps à bord de son Mobile Suit pour permettre à ses troupes d’évacuer les lieux. Il est rapidement engagé par le Gundam et meurt dans le duel qui s’ensuit. Cet événement amorce la fin de sa domination de Zeon dans l’espace et laisse présager sa défaite finale.

### Garma Zabi
Garma Zabi (ガルマ・ザビ, Garuma Zabi), fils cadet de Degwin Sodo Zabi, est le commandant des forces de Zeon dans l’Amérique du Nord ainsi qu’un camarade de Char Aznable qu’il a rencontré à l’école militaire de Side 3. Il apparaît dans la série lorsque le White Base, acculé par Char, se retrouve forcé d’entrer dans l’atmosphère terrestre au-dessus du territoire de Zeon. Enthousiaste à l’idée de pouvoir prouver sa valeur, Garma se lance à la poursuite du vaisseau aux côtés de son camarade. Néanmoins, il ne peut imaginer que Char prévoyait de le trahir ; ce dernier retire en effet brusquement ses troupes, permettant à l’équipage du White Base de prendre son ennemi à revers. Garma meurt donc durant l’opération, provoquant une vague de stupeur dans les rangs de Zeon et la tristesse de son père et de Dozle. Son ainé Gihren se servira toutefois de cet événement pour mener une forte propagande en faveur de la guerre.

### Gihren Zabi
Gihren Zabi (ギレン・ザビ, Giren Zabi), fils ainé de Degwin Sodo Zabi, est l’un des dirigeants les plus influents de Zeon ; il est en partie responsable de la guerre contre la Fédération. Après la mort de Garma qui affecte particulièrement Degwin, Gihren prend peu à peu le pouvoir jusqu’à devenir le véritable maître de Zeon (son discours de propagande lors des funérailles de Garma illustre ce nouveau statut). Cependant, il est constamment en conflit avec sa sœur Kycilia qui poursuit les mêmes ambitions politiques que lui, toutefois avec des méthodes bien différentes. Au niveau de ses capacités, Giren possède une grande intelligence (son Q.I. est estimé à 240 dans la série) ainsi que des talents d’orateurs indéniables.
Bien qu’ayant réussi à réduire le rôle politique de son père à peu de choses, il doit souvent endurer les sarcasmes et les critiques de ce dernier qui le compare à un « Hitler des temps modernes » (Gihren prônant en effet un certain concept de « races supérieures »).
Autour du personnage
Le chanteur américain Andrew W.K. a réutilisé un des discours de Gihren dans une chanson de l’album Gundam Rock, réalisé à l’occasion du trentième anniversaire de la franchise.

### Kycilia Zabi
Kycilia Zabi (キシリア・ザビ, Kishiria Zabi) est la seule fille de Degwin Sodo Zabi (son quatrième enfant selon la nouvelle de Yoshiyuki Tomino, son troisième selon le manga Gundam : The Origin de Yoshikazu Yasuhiko). Elle commande les troupes de Mobile Suit de Zeon ; elle est d’ailleurs une excellente chef de guerre qui s’adapte rapidement aux armements de pointe et qui sait faire preuve d’une grande intelligence. De plus durant la guerre d’indépendance de Zeon, elle crée plusieurs unités d’élite (dont le groupe de Char).
Dans la série ou les nouvelles, elle est dépeinte comme un personnage ambigu dont les ambitions sont toujours floues. D’un côté, les auteurs en font un personnage loyal et dévoué envers le peuple de Zeon et son dirigeant, et de l’autre, nombre de ses actions laissent penser qu’elle est une manipulatrice impitoyable préparant un coup d’État.

#### Histoire
On sait que Kycilia a grandi sur la colonie spatiale Side 3, où elle rencontre d’ailleurs Johnny Ridden. Lors de la bataille de Loum, elle ordonne à son escouade de se replier dès que l’affrontement tourne en faveur de Zeon, laissant à son frère la « gloire » de poursuivre les troupes de la Fédération en fuite tout en préservant les vies de ses propres hommes. Un vétéran de cette guerre, le capitaine de corvette Gerhart Schmeisser, l’approche durant la signature du traité de l’Antarctique (un accord de cessez-le-feu) pour lui proposer de créer une petite unité chargée de mener des opérations clandestines sur la Terre, le Midnight Fenrir corps, ce qu’elle approuve immédiatement.
On ne sait que peu de choses sur ses agissements durant la première partie de la guerre d’indépendance de Zeon, étant donné que ni elle, si ses troupes ne croisent la route des principaux protagonistes. Les nombreuses œuvres dérivées de la série (nouvelle, manga...) ne donnent d’ailleurs guère plus de détails (quand elle apparaît !), si ce n’est quelques rares dialogues et des opérations militaires secondaires.
Toutefois, son rôle gagne en consistance dans la seconde moitié de la guerre, où elle prend Char Aznable sous son aile après la disgrâce de ce dernier — Dozle Zabi le limoge pour n’avoir pas pu protéger Garma Zabi. Kycilia devinera d’ailleurs plus tard la vérité sur la mort de son frère et l’identité réelle de Char. Avec son appui donc, Char forme le 300e corps indépendant en réunissant sous ses ordres des newtypes venant des quatre coins de Zeon ; l’unité utilise des prototypes de Mobile Suit nommés Elmeth et développés par Flanagan Institute.
Quand Degwin Zabi tente de négocier en secret un accord de paix avec un général de la Fédération (Revil), Kycilia avait pour ordre de rejoindre le lieu de la rencontre au cas où les discussions se passeraient mal. En route, ses vaisseaux détectent la signature infrarouge du Solar Ray, mais elle n’apprend la mort de son père qu’en arrivant sur les lieux, où son frère Gihren qui lui affirme que c’était un accident.
Aux premiers instants de la bataille finale d’A Boa Qu, Gihren lui avoue finalement qu’il a intentionnellement causé la mort de leur père ; Kycilia l’exécute alors sur-le-champ (d’une balle dans la tête), avant de prendre le commandement de toutes les forces de Zeon. Quand il devient évident que ses armées commencent à fléchir, elle décide de se rendre pour permettre à ses troupes de se replier en sûreté. Las, juste avant de quitter le front, Char Aznable l’abat d’un tir de lance-roquette à travers le cockpit de sa machine, le Chimera. Sa mort plonge les soldats de Zeon dans le désarroi, la bataille prenant une tournure de bérézina pour Zeon. Certains choisissent même de combattre jusqu’à la mort, croyant que leur commandant était toujours en vie, mais incapable de s’échapper.

#### Le personnage
Sur un chapitre plus personnel, la nature de sa relation avec le pilote d’élite Johnny Ridden a souvent suscité le débat, l’histoire suggérant qu’ils partagent une courte idylle – il se définit par exemple comme son chevalier. Juste avant la bataille d’A Boa Qu, il lui offre un souvenir de famille, une amulette en forme de licorne, qu’elle accepte et attache à son pistolet. Quand elle tue Gihren cependant, elle ôte cette dernière, comme si elle ne s’en estimait plus digne.

#### Jeux vidéo
Kycilia joue souvent un rôle plus important dans les jeux vidéo tirés de Mobile Suit Gundam que dans la série elle-même, en tant que commandante de la plupart des unités d’élite de Zeon, c’est-à-dire de parfaits antagonistes pour les jeux d’arcades. Elle apparaît ainsi dans Zeonic Front, Federation vs. Zeon DX, SD Gundam G Generation, Gihren’s Greed (où elle quitte le duché de Zeon pour fonder sa propre faction, à cause de son profond désaccord avec son frère Gihren), Dynasty Warriors: Gundam et enfin Dynasty Warriors: Gundam 2.

### Ramba Ral
Ramba Ral (ランバ・ラル, Ranba Raru) est un vieil ami de Zeon Zum Deikun (le fondateur du duché de Zeon et père de Char et Sayla) – c’est lui qui prend soin de ses deux enfants après l’assassinat de ce dernier. Mais devant les velléités de la famille Zabi, il décide d’envoyer Char et Sayla sur Terre sous le nom d’Edward et Sayla Mass.
Dans la série, il rejoint l’armée de Zeon en l’an U.C. 0064 et se révèle d’abord être un pilote émérite lors de la bataille de Loum (où il gagne son surnom de « Géant bleu » (青き巨星, Aoki kyosei)), puis rapidement un grand tacticien et un maître de la guérilla. Il participe à plusieurs batailles spatiales durant la guerre d’indépendance de Zeon, avant d’être envoyé sur Terre pour poursuivre le White Base et venger la mort de Garma Zabi. Ramba Ral harcèle alors son ennemi dans des attaques de guérilla dont il a le secret, tout en effrayant ses adversaires (notamment Amuro) avec son prototype de Mobile Suit nommé Gouf. Néanmoins, tout ne se passe pas très bien et lors d’une bataille, il perd les membres clés de son équipage et est lui-même défait par Amuro. Abandonné par sa hiérarchie, il décide alors de mener une dernière opération contre le White Base pour remplir son devoir de soldat. Ramba Ral parvient avec quelques hommes à infiltrer le vaisseau et une confrontation au corps à corps s’engage. Toutefois, il rencontre par hasard Sayla qu’il reconnaît immédiatement ; à cause de cela, il baisse sa garde et Ryu Jose en profite pour lui tirer dessus. Blessé et piégé par Amuro, il meurt en lançant son ultime grenade sur le Gundam, en l’an U.C. 0079.

### Crowley Hamon
Crowley Hamon (クラウレ・ハモン, Kuraure Hamon), une femme élégante et séduisante, est un des seconds de Ramba Ral, ainsi que sa petite amie (il appelle affectueusement Lady Hamon). Durant les batailles, elle reste la plupart du temps au centre de commandement pour coordonner les mouvements de troupes. Après la mort de Ramba Ral, elle planifie une attaque vengeresse contre le White Base et réussit presque à détruire le Gundam, sauvé in extremis par Ryu Jose qui se sacrifie en écrasant sa machine sur le vaisseau de Hamon, les tuant tous les deux.

### Black Tri-Stars
Black Tri-Stars (黒い三連星, Kuroi Sanrensei) est le nom d’une unité composée de trois pilotes vétérans – Gaia (ガイア), Ortega (オルテガ) et Mash (マッシュ) – qui est considérée comme l’élite de Zeon (juste après Char Aznable). Ils réalisent quelques exploits (dont la capture du général Revil), mais malgré leur prestige et leur équipement de pointe, ils seront tous trois battus par Amuro Ray et son Gundam.

### M’quve
M’quve (マ・クベ, Ma Kube) est un commandant dans les forces de Zeon, finalement promu au grade de colonel. À un certain moment, il est devenu un confident de Kycilia Zabi et a commencé ses opérations en cours d'exécution pour elle directement. M'Quve reprend une exploitation minière à Odessa sous ses ordres directs.
C’est une personne immorale et sans scrupule qui voit en Char Aznable un jeune arriviste et un rival. Après la destruction de la base Odessa par la Fédération, il se replie dans l’espace où il croise par hasard le White Base et le Gundam d’Amuro, alors en pleine bataille. Il s’attaque alors à Amuro avec un nouveau prototype de Mobile Suit, mais est tué dans le rapide duel qui s’ensuit. Mais d'après le manga Mobile Suit Gundam: Char's Deleted Affair, M'Quve aurait survécu à la bataille A Baoa Q. C'est avec l'aide de Char qu'ils auraient défendu le vaisseau mère Gwazine (couleur rouge), transportant Zenna et Mineva Zabi. M'Quve a été finalement tué par un tir provenant d'un croiseur de type Magellan qui a détruit son mobile suit Gyan.

## Annexe